# Jens Kreutzmann (Maler)
Jens Frederik „Atarâĸ“ Kreutzmann (* 21. März 1828 in Kangaamiut; † 4. Juni 1899 ebenda) war ein grönländisch-dänischer Maler, Erzähler und Kaufmann.

## Leben
Jens Frederik Kreutzmann war der Sohn des dänischen Handelsassistenten Johan Ernst Kretzmer (1784–1853), dessen Name sich zu Kreutzmann wandelte. Seine Mutter Eunyche Marie Hansdatter Møller (1795–1860) war die Tochter des Dänen Hans Christensen Møller († 1833) und der Grönländerin Abigael Ludvigsdatter († 1828).
Am 8. Mai 1848 heiratete Jens Kreutzmann in Maniitsoq Rosine Karoline Lyberth (1828–1857), Tochter des Kolonisten Søren Daniel Lyberth (1792–1869) und der Grönländerin Ruth Zakariasdatter (1790–1860). Jens Kreutzmann ehelichte nach dem Tod seiner ersten Frau am 5. Mai 1859 in Kangaamiut in zweiter Ehe Charlotte Amalia Sommer (1837–1898), Tochter von David Sommer und seiner Frau Alhed. Aus der zweiten Ehe gingen unter anderem die Söhne Johannes Kreutzmann (1862–1940) und Kristoffer Kreutzmann (1867–1942) hervor, die wie der Vater Künstler waren. Die Tochter Malene Karoline Klara Kreutzmann (1869–1943) war mit dem Missionar Christian Rosing (1866–1944) verheiratet.
Jens Kreutzmann war wie sein Vater Udstedsverwalter von Kangaamiut. 1858 bat Inspektor Hinrich Johannes Rink darum, dass die Grönländer ihre alten Mythen und Sagen niederschrieben und illustrierten. Besonders Jens Kreutzmanns und Aron von Kangeqs Werke stachen hervor. Es entstanden 44 Aquarelle, die später von Rinks Witwe Signe Rink an das Nationalmuseet übergeben wurden und sich heute im Grönländischen Nationalmuseum befinden. Seine Werke sind grober als die von Aron und neigen zur Karikatur. Im Gegensatz zu Aron zeichnete Jens Kreutzmann aber auch Alltagssituationen der Grönländer. 1866 illustrierte er für Rink das Buch Eskimoiske Eventyr og Sagn. Eine gesammelte Ausgabe seiner Zeichnungen und Sagen wurde 1997 von Karen Thisted im Buch Jens Kreutzmann – Fortællinger og akvareller herausgegeben. Jens Kreutzmann starb 1899 im Alter von 71 Jahren an Altersschwäche.